# Herrschaft Argen
Die Herrschaft Argen war eine Herrschaft mit Sitz in Argen, dem heutigen Langenargen am Bodensee.
Die Herrschaft Argen bestand aus dem Hauptort Argen, dem Amt Nonnenbach, Teil des heutigen Kressbronns und dem 1937 eingemeindeten Amt Oberdorf.
Zusammen mit der Herrschaft Tettnang und der Herrschaft Schomburg war sie Teil der Grafschaft Tettnang, die von 1290 bis 1779/1780 den Grafen von Montfort unterstand, bevor die gesamte Grafschaft im Zuge des montfortschen Konkursverfahrens an Vorderösterreich überging. 1805 folgte Bayern und 1810 Württemberg.
Nicht zu verwechseln ist die Herrschaft Argen mit dem gleichnamigen Ort und heutigen Weiler der Stadt Isny im Allgäu im Landkreis Ravensburg in Baden-Württemberg, der ebenfalls von Vorderösterreich über Bayern an Württemberg ging.